# Argyronympha pulchra
Argyronympha pulchra is een vlinder uit de onderfamilie Satyrinae van de familie Nymphalidae. De wetenschappelijke naam van de soort is voor het eerst geldig gepubliceerd in 1886 door Gervase Frederick Mathew.